# أيون مزدوج

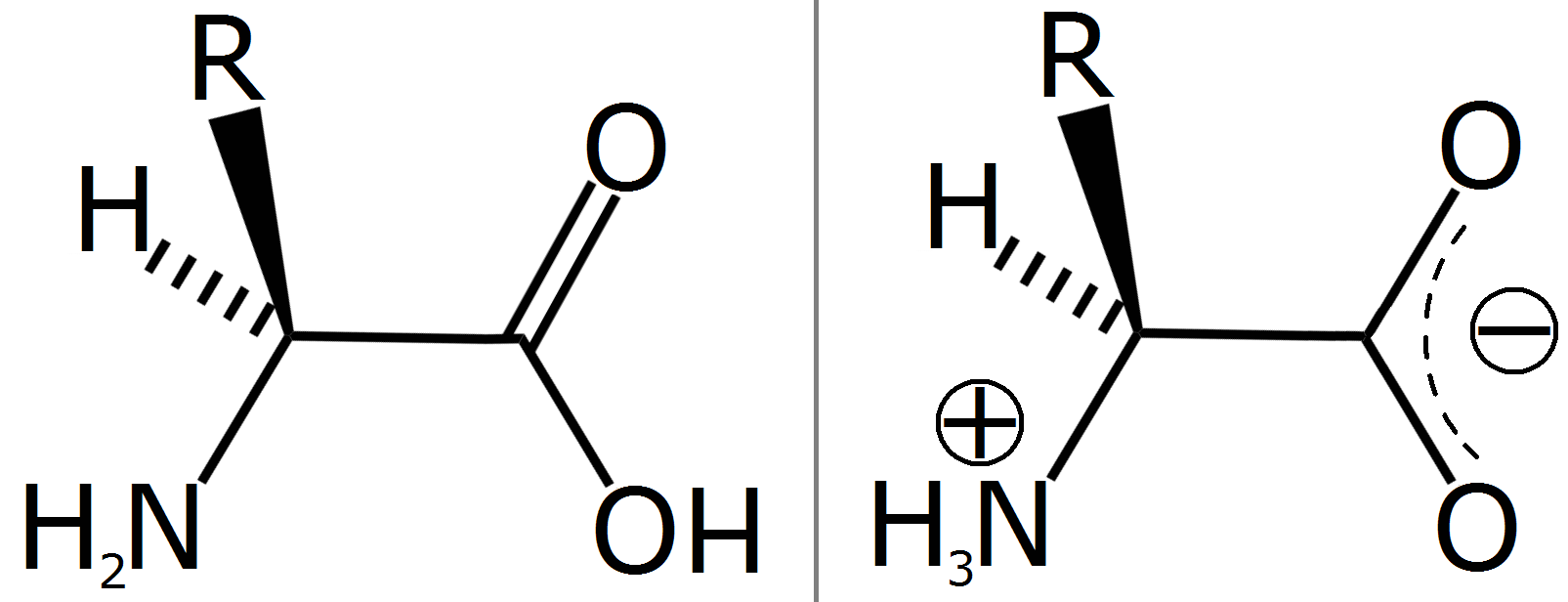

الأيون المزدوج (بالإنجليزية: zwitterion) هو شكل الحمض الأميني الناتج عن منح مجموعة الكربوكسيل فيه بروتونها لمجموعة الأمين. وبناء على ذلك فإن الحمض الأميني يسلك كحمض في الوسط القاعدي نظرا لأن الوسط القاعدي يمتلك القدرة على انتزاع البروتون من الحمض الأميني وبالنتيجة يفقد الحمض الأميني بروتونا وبذلك فهو يتصرف كحمض، كما أن الحمض الأميني يسلك كقاعدة في الوسط الحمضي لأن الوسط الحمضي يمتلك القدرة على منح بروتون للحمض الأميني نظرا لوجود أيونات الهيدروجين بتركيز كاف في الوسط الحمضي، أما في الوسط المتعادل فإن الحمض الأميني يكون متعادلا.